# Abdelkarim Khoudri
Abdelkarim Khoudri (* 1. Juli 1977 in Salé) ist ein ehemaliger marokkanischer Leichtathlet, der im Sprint und im Mittelstreckenlauf an den Start ging. Mit der marokkanischen 4-mal-400-Meter-Staffel wurde er 2002 in Radès Afrikameister.

## Sportliche Laufbahn
Erste internationale Erfahrungen sammelte Abdelkarim Khoudri vermutlich im Jahr 2002, als er bei den Afrikameisterschaften in Radès mit 48,36 s im Halbfinale im 400-Meter-Lauf ausschied und mit der marokkanischen 4-mal-400-Meter-Staffel in 3:08,72 min gemeinsam mit Abdellatif El Ghazaoui, Nabil Jabir und Ismail Daif die Goldmedaille gewann. 2005 belegte er bei den erstmals ausgetragenen Islamic Solidarity Games in Mekka in 46,86 s den fünften Platz über 400 Meter und gewann mit der Staffel in 3:09,13 min die Bronzemedaille hinter den Teams aus Saudi-Arabien und dem Sudan. Anschließend schied er bei den Mittelmeerspielen in Almería mit 47,22 s in der Vorrunde über 400 Meter aus und gelangte mit der Staffel mit 3:11,57 min auf Rang fünf. Daraufhin gewann er bei den Spielen der Frankophonie in Niamey in 1:49,52 min die Bronzemedaille im 800-Meter-Lauf hinter seinem Landsmann Yassine Bensghir und Assane Diallo aus dem Senegal und siegte in 3:06,87 min im Staffelbewerb. Im Jahr darauf kam er bei den Afrikameisterschaften in Bambous mit 47,69 s nicht über den Vorlauf über 400 Meter hinaus und belegte mit der Staffel in 3:13,25 min den siebten Platz. 2007 klassierte er sich bei den Arabischen Meisterschaften in Amman mit 47,98 s auf dem achten Platz im Einzelbewerb und gewann im Staffelbewerb in 3:08,35 min die Silbermedaille hinter dem Team aus Saudi-Arabien. Im Oktober schied er bei den Militärweltspielen in Hyderabad mit 47,9 s im Vorlauf über 400 Meter aus, ehe er bei den Panarabischen Spielen in Kairo in 47,86 s den siebten Platz belegte. Zudem gelangte er im Staffelbewerb mit 3:07,10 min auf den vierten Platz. 2009 belegte er bei den Militär-Weltmeisterschaften in Sofia in 47,32 s den fünften Platz im Einzelbewerb und schied anschließend bei den Mittelmeerspielen in Pescara mit 46,82 s im Vorlauf aus. Zudem wurde er dort im Staffelbewerb in 3:06,54 min Vierter. Im Oktober gewann er bei den Spielen der Frankophonie in Beirut in 3:07,46 min die Silbermedaille mit der Staffel hinter dem Team aus dem Senegal. 2011 gewann er bei den Arabischen Meisterschaften in al-Ain in 47,59 s die Bronzemedaille über 400 Meter hinter dem Sudanesen Rabah Yousif und Ahmed al-Merjabi aus dem Oman. Anschließend belegte er bei den Panarabischen Spielen in Doha in 47,48 s den fünften Platz über 400 Meter und wurde mit der Staffel in 3:08,89 min Vierter. 2013 beendete er dann seine aktive sportliche Karriere im Alter von 36 Jahren.
In den Jahren 2004, 2011 und 2012 wurde Khoudri marokkanischer Meister im 400-Meter-Lauf.

## Persönliche Bestleistungen
- 400 Meter: 46,38 s, 12. April 2005 in Mekka
- 800 Meter: 1:49,52 min, 15. Dezember 2005 in Niamey